# Zeller See
Zeller See  – słodkowodne jezioro polodowcowe położone w Pinzgau, w kraju związkowym Salzburgu, na terenie Zell am See, od którego to miasta wzięło swoją nazwę.

## Dane geograficzne
Jezioro położone jest w dolinie Zeller pomiędzy Alpami Kitzbühelskimi i Salzburger Schieferalpen. Uformowane ponad 16 tys. lat temu przez lodowiec pochodzący z północnej części Glocknergruppe. Pierwotnie wysokość lustra wody była o około 50 metrów wyższa niż obecnie, a jezioro dochodziło aż do dzisiejszego Saalfelden am Steinernen Meer na północy i obejmowało część doliny Salzach na południu. Aktualny poziom wody jezioro osiągnęło około 10 tys. lat temu  . Zeller See zasilane jest głównie przez strumienie Thumersbach oraz Schmittenbach oraz wody roztopowe. Wody jeziora zasilają rzekę Salzach poprzez 4 km kanał łączący jezioro z rzeką. Zimą jezioro w całości pokryte jest lodem, latem temperatura wody wynosi ok. 18 C.

## Fauna
Zeller See zamieszkuje kilka gatunków ryb, m.in.: sieja, leszcz, płoć, sandacz i okoń. Jezioro i tereny podmokłe leżące na południe od jeziora są siedliskiem lęgowym wielu gatunków ptaków: perkozów (perkoza dwuczubego, perkoza rdzawoszyjego, perkoza zausznika, perkozka), nurów (nura rdzawoszyjego, nura czarnoszyjego), kormoranów, czapli siwych, bączków, warzęch, kaczek (krzyżówki, cyraneczki, cyranki, świstuna, rożeńca, płaskonosa, kaczki czarnoczubej, głowienki, edredona), łabędzi (łabędzia niemego, łabędzia krzykliwego), błotniaków (błotniaka stawowego, błotniaka łąkowego), rybołowów, wodników, derkaczy, sieweczek rzecznych, kszyków, czajek, brodźców (krwawodzioba, kwokacza, łęczaka, samotnika, brodźca śniadego, brodźca pławnego, brodźca piskliwego), biegusów (biegusa krzywodziobego, biegusa malutkiego, biegusa zmiennego}, kulonów, sów (uszatki zwyczajnej, uszatki błotnej), zimorodków, dudków i kląskawek. Nad jeziorem żyją również wydry, i, zaskrońce, żaby trawne i ropuchy szare .

## Flora
Brzegi jeziora porośnięte są różnymi gatunkami turzycy, tatarakiem, sitem  cienkim, manną mielec, szalejem jadowitym, żabieńcem babką wodną, jaskrzycą, jaskrem wielkim, gnidoszem błotnym, goryszem błotnym. Można również spotkać irysy oraz żurawinę .

## Ochrona środowiska
Na obszarze całego jeziora istnieje zakaz poruszania się łódek z napędem motorowym, niedotyczącym promu łączącego centrum Zell am See z Thumersbach. Południową część jeziora razem z torfowiskami objęto ochroną, ustanawiając 1 stycznia 1973 roku na powierzchni 203,11 ha rezerwat ochrony przyrody Naturschutzgebiet Zeller See , który od 2014 roku objęty programem ochronnym Natura 2000. Rezerwat stanowi fragment otuliny Parku Narodowego Wysokich Taurów, jest jedynym miejscem lęgowym edredona w Europie Środkowej oraz kląskawki na terenie związkowego kraju Salzburg . Ponadto jest jednym z nielicznych torfowisk w Alpach oraz miejscem odpoczynku wielu gatunków ptaków podczas migracji. Rezerwat od południa graniczy z rezerwatem ochrony krajobrazu Landschaftsschutzgebiet Brucker-Zeller-Moos.

## Historia
Pierwszy dokument o kupnie jeziora pochodzi z 1438 roku, kiedy to arcybiskup Salzburga Johann II. von Reisberg nabył połowę jeziora. Druga część, ta bez zamku Fischhorn, należała prawdopodobniej już do niego. Przez kolejne wieki jezioro razem z rybami było własnością kościelną. W wyniku sekularyzacji jezioro stało się własnością cesarską, a prawo do połowu ryb wydzierżawiono miastu Zell am See. W 1860 roku Zell am See zakupiło jezioro i odtąd jest jedynym jego właścicielem.

## Turystyka
Wokół jeziora położonych jest wiele ośrodków wypoczynkowych, kilka kąpielisk miejskich oraz pól namiotowych. Zell am See ma status kurortu przyciągającego turystów przez cały rok. Latem na jeziorze uprawiane jest żeglarstwo oraz inne sporty wodne. Atrakcją turystyczną i wygodnym połączeniem osiedla Thumersbach z centrum jest prom. Zimą na jeziorze można uprawiać łyżwiarstwo oraz sporty motorowe na lodzie.